# Palpomyiini
Palpomyiini es una tribu de dípteros nematóceros perteneciente a la familia Ceratopogonidae.

## Géneros
Géneros según BioLib
- Amerohelea Grogan & Wirth, 1981
- Bezzia Kieffer, 1899
- Clastrieromyia Spinelli & Grogan, 1985

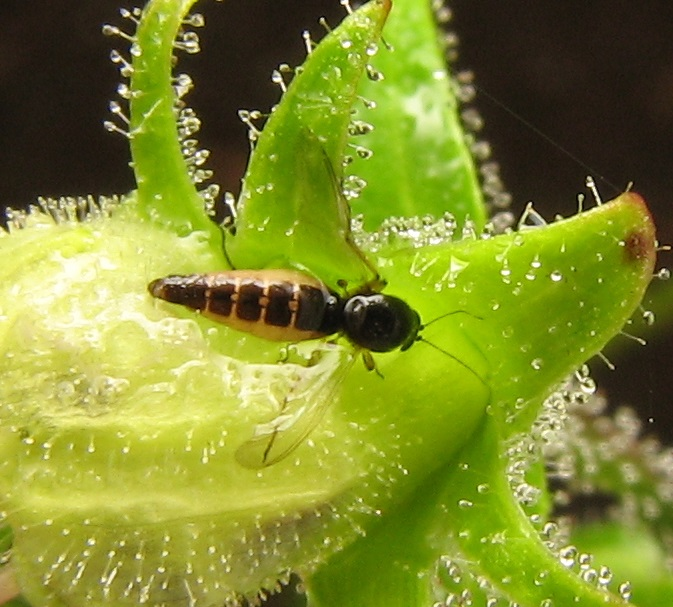
Palpomyiini atrapado por los pelos pegajosos de Penstemon

- Pachyhelea Wirth, 1959
- Palpomyia Meigen, 1818
- Phaenobezzia Haeselbarth, 1965